# Johnny Terán
Johnny Enrique Terán Salcedo (Babahoyo, 27 de noviembre de 1960) es un político ecuatoriano, actual prefecto provincial de Los Ríos

## Trayectoria pública
Empezó su vida política en las elecciones legislativas de 1994, siendo elegido diputado nacional en representación de la provincia de Los Ríos por el Partido Social Cristiano.
En las elecciones seccionales de 2000 fue elegido alcalde de Babahoyo bajo la bandera del mismo partido, siendo reelecto en las elecciones de 2004. Entre los principales focos de acción de su administración estuvieron la pavimentación de calles en barrios periféricos y el inicio de la construcción de la terminal terrestre de la ciudad.
Para las elecciones seccionales de 2009 intentó ser reelegido como alcalde, pero perdió por 230 votos contra la exconcejala y candidata de Alianza PAIS, Kharla Chávez.
En las elecciones legislativas de 2013 fue elegido asambleísta nacional en representación de Los Ríos por la alianza entre el Partido Social Cristiano y el movimiento Creando Oportunidades.
En noviembre del mismo año renunció al cargo de asambleísta para participar como candidato a la alcaldía de Babahoyo en las elecciones seccionales de 2014, ganando la contienda con más del 60% de los votos. Su nueva administración se centró en la dotación de servicios básicos y en la regeneración urbana de la ciudad.
En diciembre de 2018 renunció a la alcaldía para presentarse como candidato a la prefectura de Los Ríos en las elecciones seccionales del año siguiente, que ganó con el 26% de los votos. En 2023 fue reelecto al cargo con el 37.7% de la votación.